# Fruitland (Maryland)
Fruitland es una ciudad ubicada en el condado de Wicomico, Maryland, Estados Unidos. Según el censo de 2020, tiene una población de 5534 habitantes.
Es parte del área metropolitana de Salisbury.

## Geografía
La localidad está ubicada en las coordenadas 38°19′13″N 75°37′35″O / 38.32028, -75.62639 (38.320393, -75.626502).

## Demografía
Según la Oficina del Censo, en 2000 los ingresos medios de los hogares de la localidad eran de $34,468 y los ingresos medios de las familias eran de $36,181. Los hombres tenían unos ingresos medios de $28,495 frente a $21,127 para las mujeres. Los ingresos per cápita para la localidad eran de $17,774. Alrededor del 18.3% de la población estaba por debajo del umbral de pobreza.
De acuerdo con la estimación 2016-2020 de la Oficina del Censo, los ingresos medios de los hogares de la localidad son de $52,392 y los ingresos medios de las familias son de $78,721. Los ingresos per cápita en los últimos doce meses, medidos en dólares de 2020, son de $24,864. Alrededor del 12.8% de la población está por debajo del umbral de pobreza.